# 湊 (館山市)
湊（みなと）は、千葉県館山市の地名。丁番を持たない単独町名で、郵便番号は294-0054。

## 地理
市内北部、平久里川河口南岸に位置する。地内は平久里川の河岸と千葉県道302号館山富浦線沿いに住宅地が広がり、国道127号（館山バイパス）沿いにはロードサイド店舗が見られる。南東部には水田が広がり、館山湾に面した西端にはリゾートマンションが建つ。
東で高井および北条（飛地）、南東で北条、南で八幡、平久里川を挟んで北で正木とそれぞれ接する（いずれも館山市）。また、北条地内に飛地が存在し（北緯35度0分16.7秒 東経139度52分16.4秒）、湊地内には八幡の飛地が存在する。

### 河川
- 平久里川

### 海洋
- 館山湾

## 歴史

### 地名の由来
平久里川の河口にあることからか。

### 沿革
- 1639年（寛永16年） - 安房郡北条村から分村して安房郡湊村成立[4]。当初は北条藩領、後に忍藩領、三上藩領[4]。
- 1873年（明治6年） - 湊村、千葉県に所属[4]。
- 1889年（明治22年）4月1日 - 町村制施行により安房郡北条町大字湊となる[4]。
- 1933年（昭和8年）4月18日 - 北条町が安房郡館山町と合併して安房郡館山北条町が成立、同町の大字となる。
- 1939年（昭和14年）11月3日 - 館山北条町が安房郡那古町、安房郡船形町と合併して館山市が成立、同市の大字となる。

## 世帯数と人口
2023年（令和4年）8月1日現在の世帯数と人口は以下の通りである。
| 大字 | 世帯数  | 人口    |
| ---- | ------- | ------- |
| 湊   | 684世帯 | 1,290人 |

## 小・中学校の学区
市立小・中学校に通う場合、学区は以下の通りとなる。
| 番地 | 小学校             | 中学校             |
| ---- | ------------------ | ------------------ |
| 全域 | 館山市立北条小学校 | 館山市立館山中学校 |

## 交通

### 鉄道
地内西部をJR内房線が通過するが、駅はない。最寄駅は館山駅。

### バス
- 日東交通
  - 館山市内線 館山航空隊行・なむや行・小浜行
  - 丸線 館山駅行・川谷行・細田行
  - 平群線[注 1] 館山駅行・平群車庫行

### 道路
- 国道
  - 国道127号（館山バイパス）
- 県道
  - 千葉県道302号館山富浦線（内房なぎさライン、国道127号旧道）

## 施設
- 館山市営25m室内温水プール vivid TATEYAMA
- 館山市湊老人福祉センター
- 館山市鏡ヶ浦クリーンセンター
- ユニクロ 館山店
- 館山マーケットプレイス
  - 尾張屋 館山マーケットプレイス店
  - マツモトキヨシ 館山マーケットプレイス店
  - ダイソー 館山マーケットプレイス店
  - パシオス 館山店
- セブン-イレブン 館山湊店

この他、隣接する八幡に所在するイオンタウン館山の敷地（駐車場）の一部が当地内にかかっている。

## 史跡
- 湊薬師堂
- 子安神社

## ギャラリー

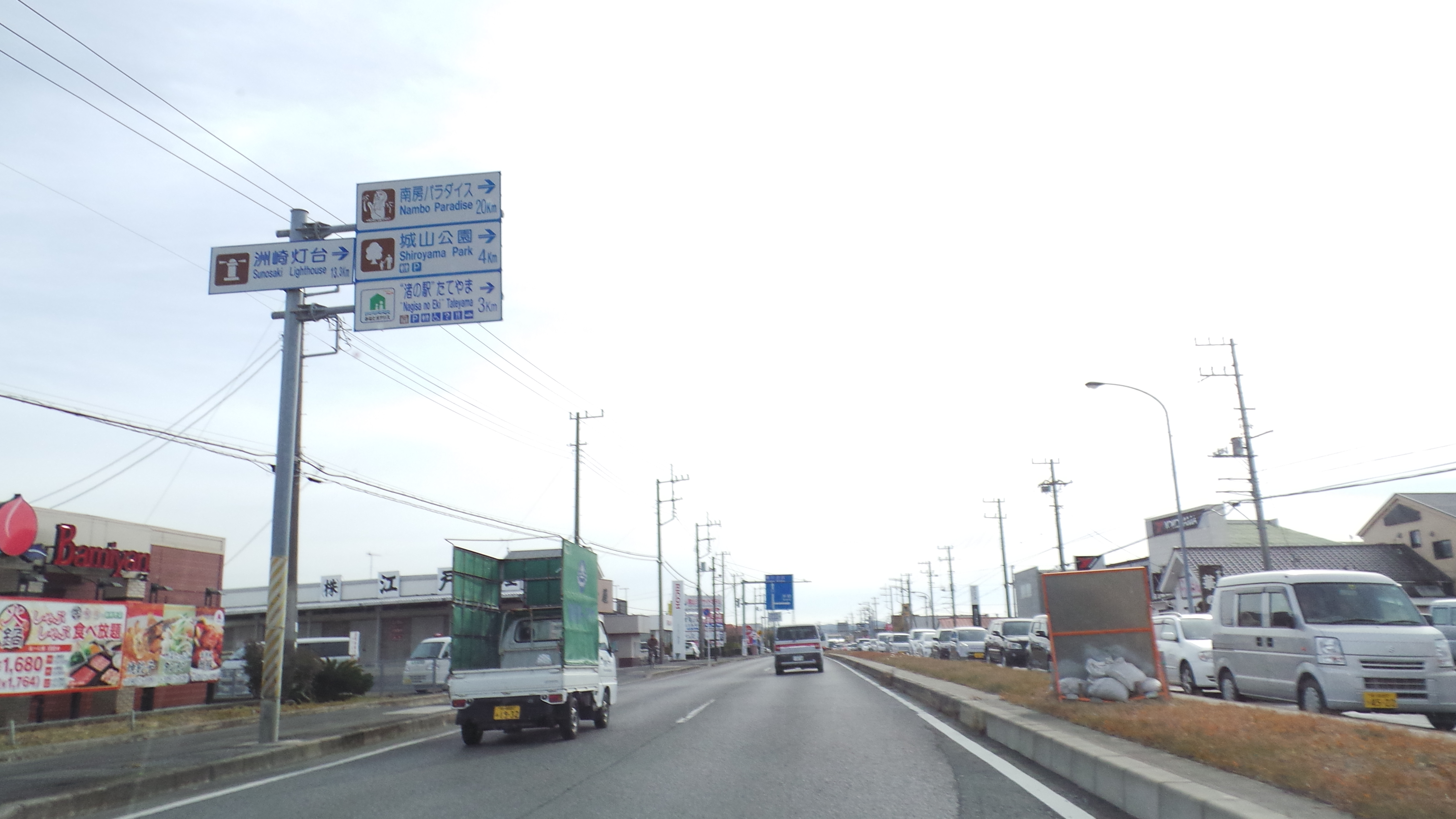
国道127号